# Nationale Minderheiten in Deutschland
In Deutschland gibt es mehrere anerkannte nationale Minderheiten, deren Kultur und Sprache unter besonderem Schutz stehen und einen besonderen rechtlichen Status besitzen. Während sich die Siedlungsgebiete der Dänen, Friesen und Sorben traditionell auf bestimmte eingegrenzte Regionen beschränken, leben die Sinti und Roma in kleinen Gruppen in ganz Deutschland verteilt. Darüber hinaus steht auch das in Nord- und Nordostdeutschland verbreitete Niederdeutsch als Regionalsprache unter diesem Schutz.
Die Förderung der nationalen Minderheiten erfolgt sowohl durch den Bund, als auch durch die jeweiligen Bundesländer, wie Brandenburg, Niedersachsen, Sachsen und Schleswig-Holstein.

## Ethnien und Sprachen
| Ethnie         | Bundesland           | Region                               |
| -------------- | -------------------- | ------------------------------------ |
| Dänen          | Schleswig-Holstein   | Südschleswig                         |
| Nordfriesen    | Schleswig-Holstein   | Nordfriesland                        |
| Ostfriesen     | Niedersachsen        | Ostfriesland                         |
| Saterfriesen   | Niedersachsen        | Saterland                            |
| Sorben/Wenden  | Brandenburg, Sachsen | Lausitz (Sorbisches Siedlungsgebiet) |
| Sinti und Roma | Bundesweit           | Bundesweit                           |

| Sprache                      | Bundesland |
| ---------------------------- | --- |
| Dänisch                      | Schleswig-Holstein |
| Nordfriesisch                | Schleswig-Holstein |
| Saterfriesisch               | Niedersachsen |
| Niederdeutsch (Plattdeutsch) | Brandenburg, Bremen, Hamburg, Hessen, Mecklenburg-Vorpommern, Niedersachsen, Nordrhein-Westfalen, Sachsen-Anhalt, Schleswig-Holstein |
| Obersorbisch                 | Sachsen |
| Niedersorbisch               | Brandenburg |
| Romanes                      | Bundesweit |

In ehemaligen Territorien des Deutschen Reiches fanden sich daneben bis 1918 oder 1945 weitere Minderheitssprachen wie Französisch, Kaschubisch, Litauisch, Mährisch, Masurisch, Polnisch, Tschechisch und Wallonisch.
Die Bundesregierung nennt Dänen, Friesen, Sorben und die deutschen Sinti und Roma als nationale Minderheiten und definiert nationale Minderheiten in Deutschland als jene Gruppen deutscher Staatsangehöriger, die in Deutschland traditionell – d. h. seit Jahrhunderten – heimisch sind, in der Regel in ihren angestammten Siedlungsgebieten leben und sich von der Mehrheitsbevölkerung durch eigene Sprache, Kultur und Geschichte, also eigene Identität, unterscheiden.

## Politik und Rechte
Das Bekenntnis zu einer Minderheit ist in Deutschland frei entscheidbar. Zu ihrer Anzahl werden keine bevölkerungsstatistischen und sozio-ökonomischen Daten erhoben. Alle Zahlen beruhen auf Schätzungen. Dementsprechend müssen die Minderheiten auch keine Kriterien oder Anforderungen erfüllen. Als Interessensvertretung der vier nationalen Minderheiten gegenüber Bundestag und Bundesregierung hat sich der Minderheitenrat mit angeschlossenem Minderheitsekretariat etabliert, in dem die jeweilige Verbände der Minderheiten repräsentiert sind (so der Sydslesvigsk Forening, die Domowina, der Friesenrat und der Zentralrat Deutscher Sinti und Roma). Von Seiten der Bundesregierung gibt es eine Beauftragte für Aussiedlerfragen und nationale Minderheiten.
Die Bundesrepublik Deutschland hat sich mit der Unterzeichnung der folgenden Abkommen des Europarates zum Schutz der Minderheiten verpflichtet:
- Rahmenübereinkommen zum Schutz nationaler Minderheiten
- Europäische Charta der Regional- oder Minderheitensprachen

In beiden Abkommen sind die jeweiligen verbindlichen Maßnahmen zum Schutz von Minderheiten festgeschrieben und werden durch Gesetze und Verwaltungshandeln auf Bundesebene und auf Landesebene umgesetzt. Alle nationalen Minderheiten in Deutschland und die Regionalsprache Niederdeutsch erhalten von der Bundesregierung und von den Bundesländern finanzielle Mittel zur Pflege ihrer Sprache und Kultur.
Zu den Rechten der Minderheiten zählen u. a. das Aufstellen von Ortstafeln und Straßenschildern in den Minderheitensprachen. In Südschleswig bestehen ein eigenständiges dänisches, in der Lausitz ein sorbisches Schulwesen. In Schleswig-Holstein und Niedersachsen wird vereinzelt Friesischunterricht erteilt.

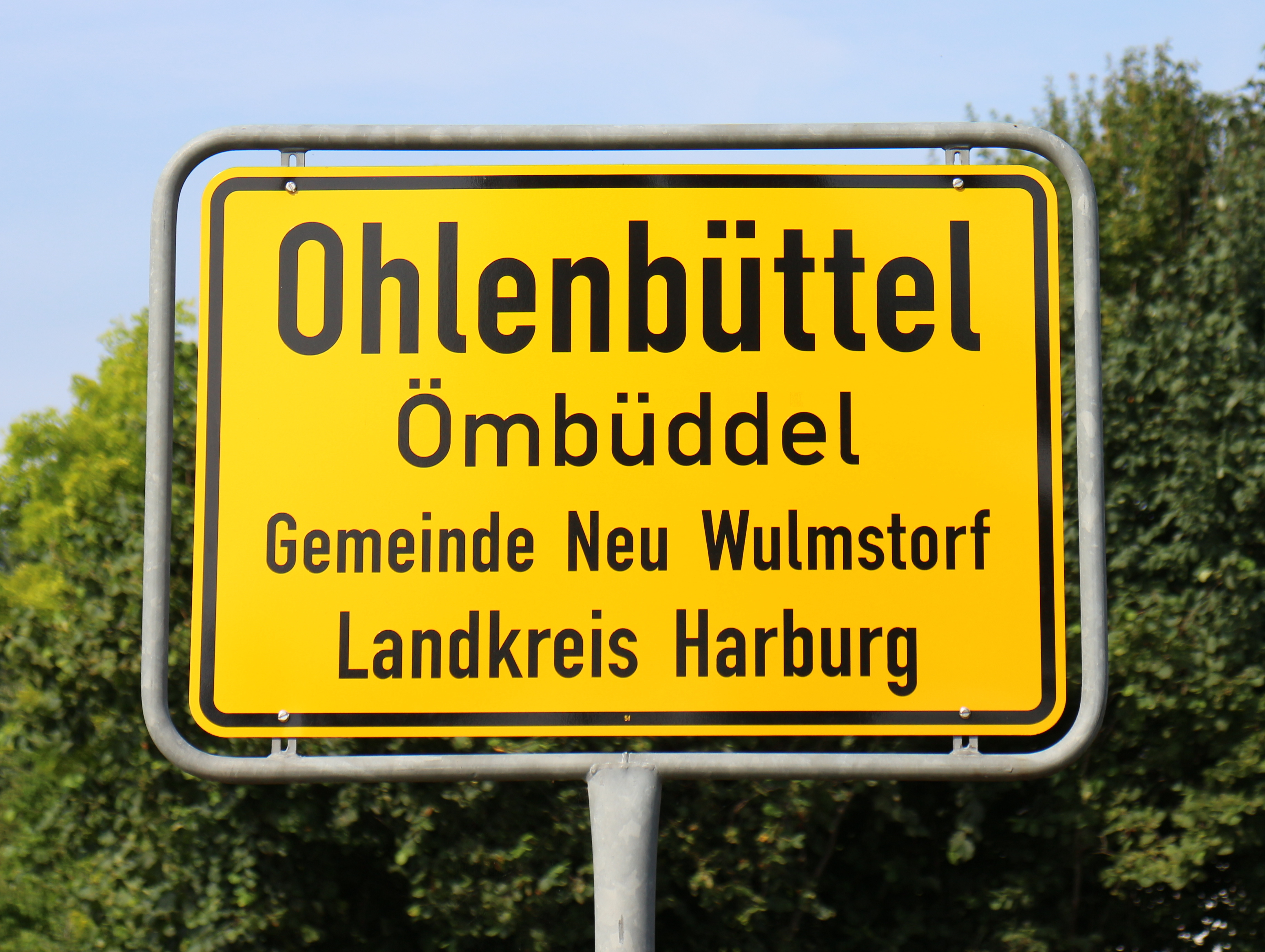
Ortstafel mit niederdeutschem Ortsnamen
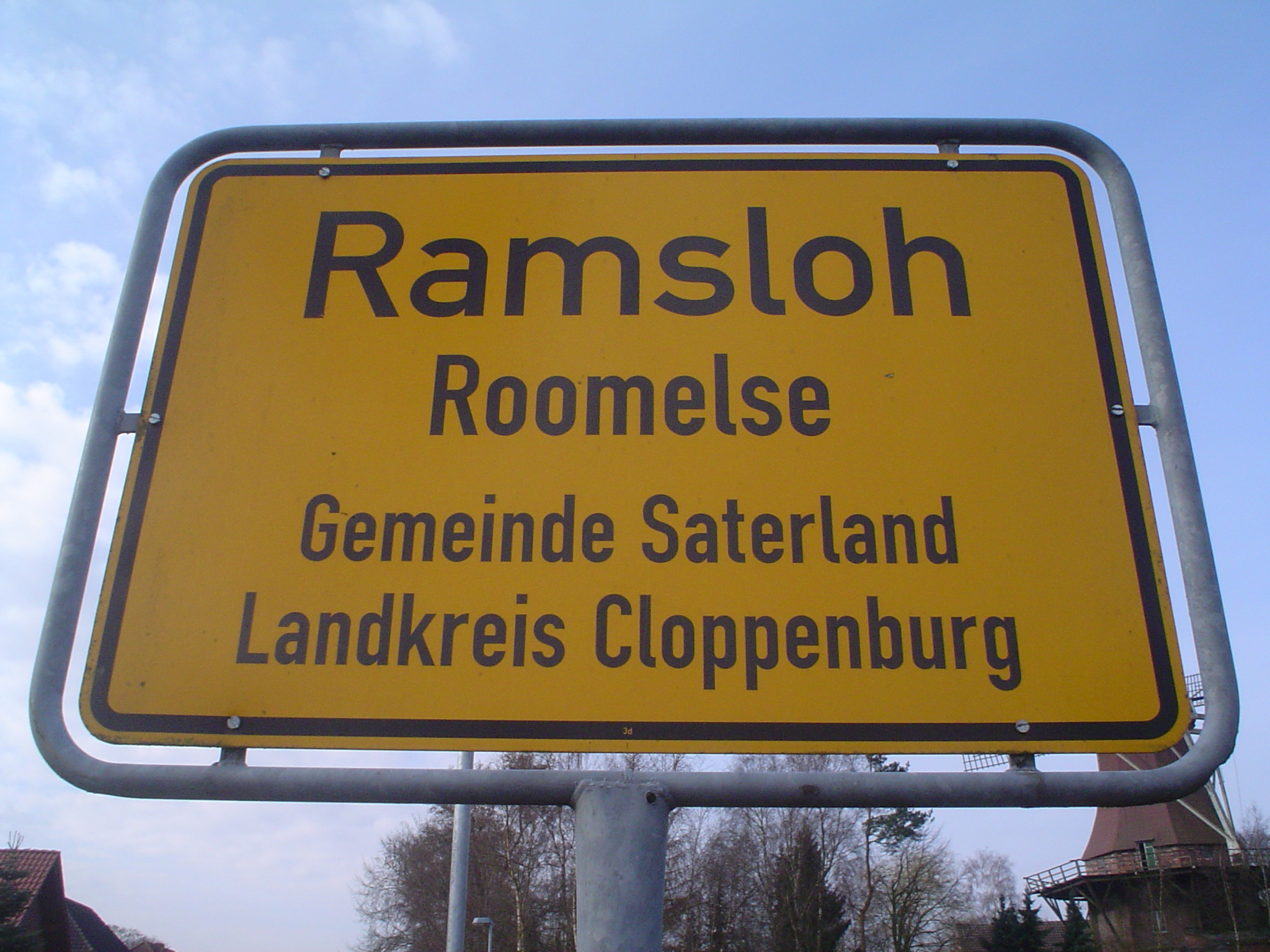
Ortstafel mit saterfriesischem Ortsnamen
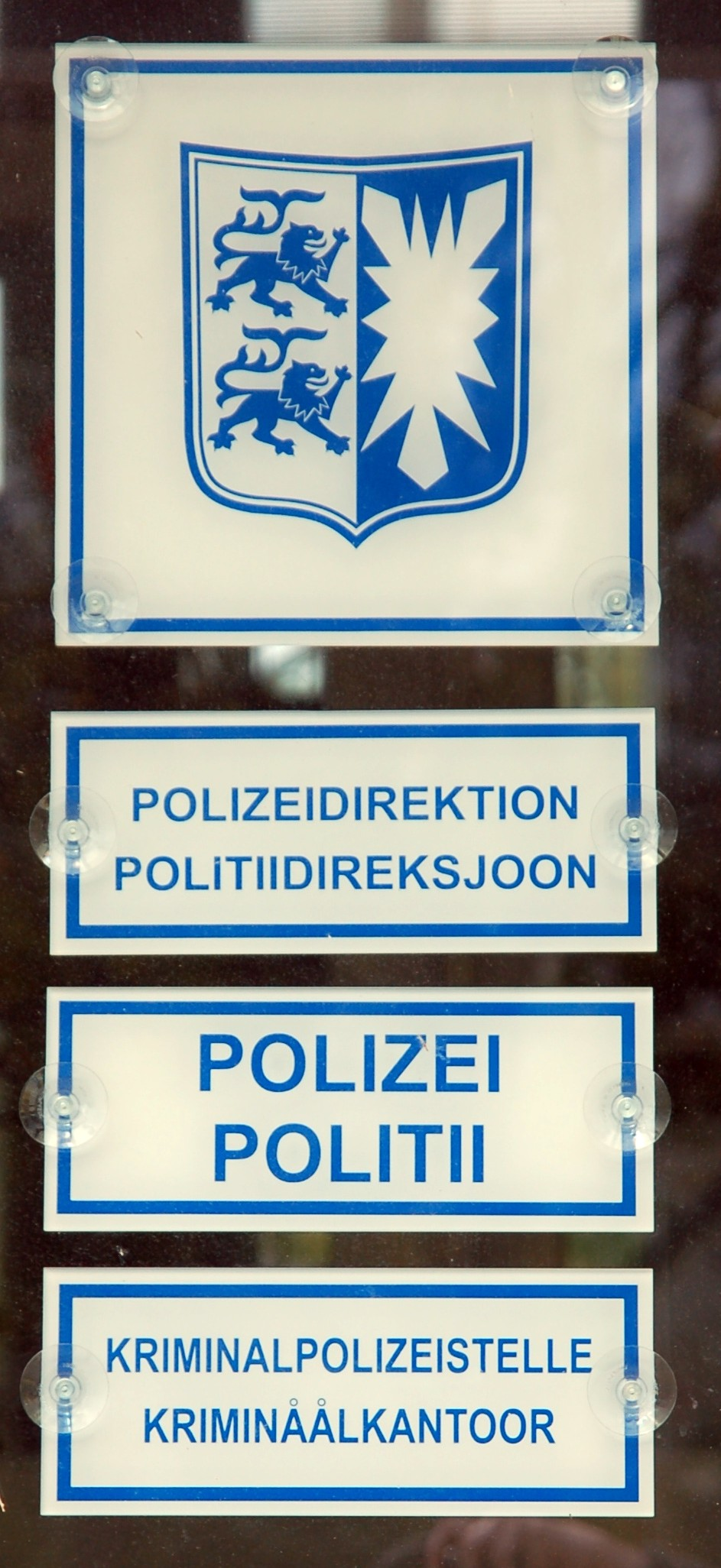
Deutsch-Friesische Schilder an einer Polizeiwache in Husum
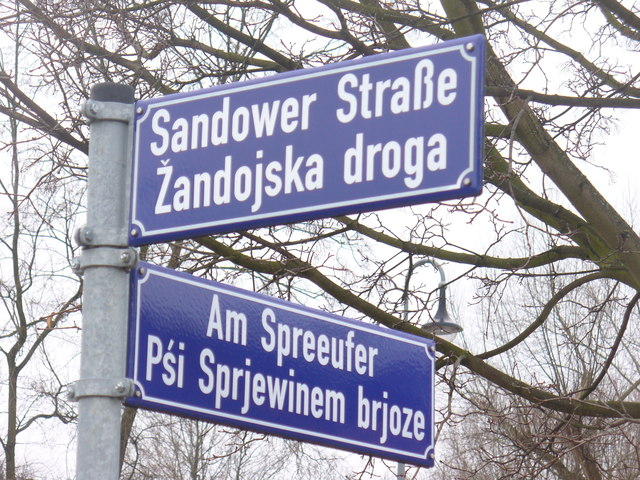
Zweisprachiges Straßenschild mit Niedersorbisch in Cottbus
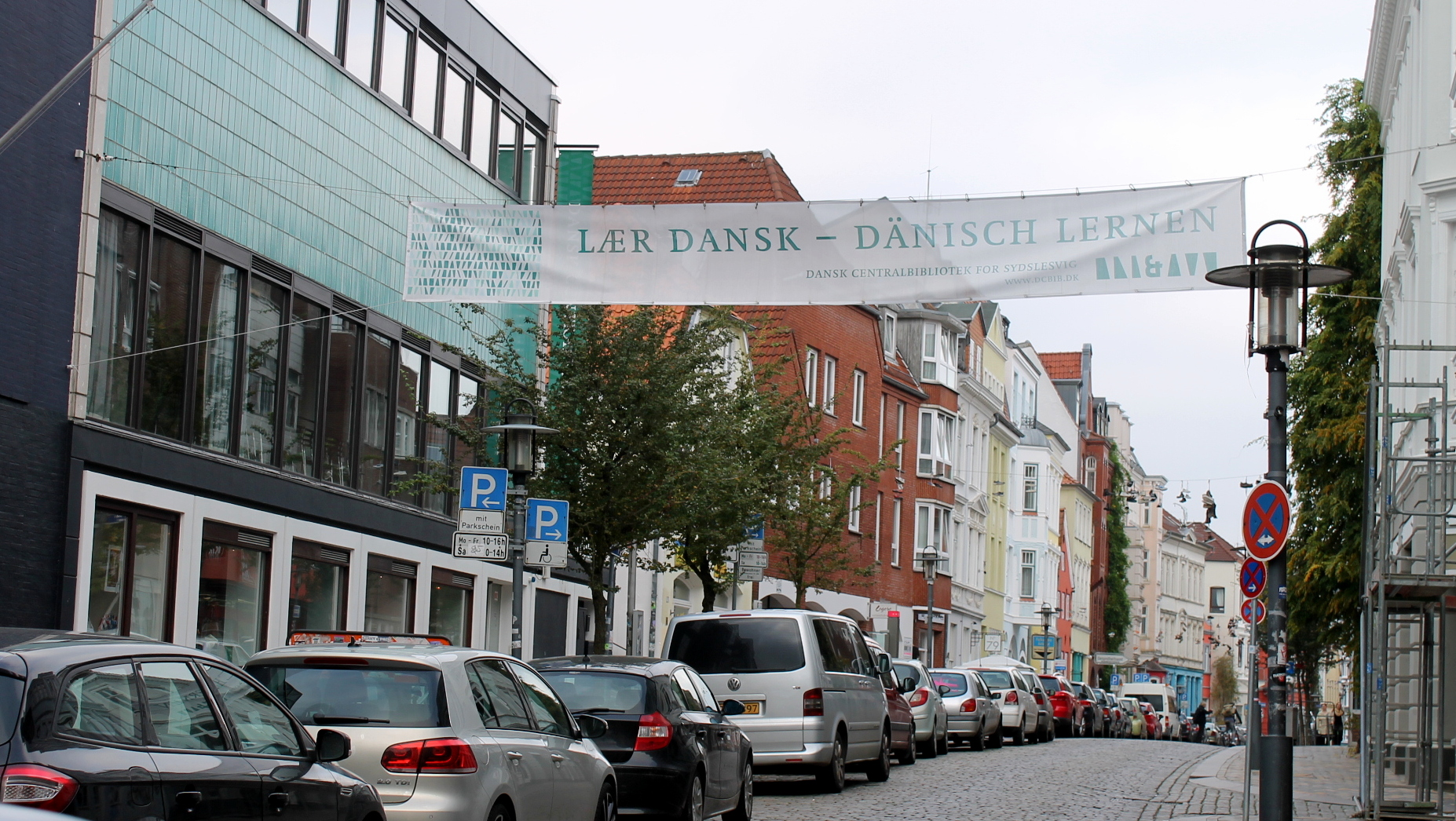
Werbebanner für dänische Sprachkurse an der Dänischen Bücherei in Flensburg
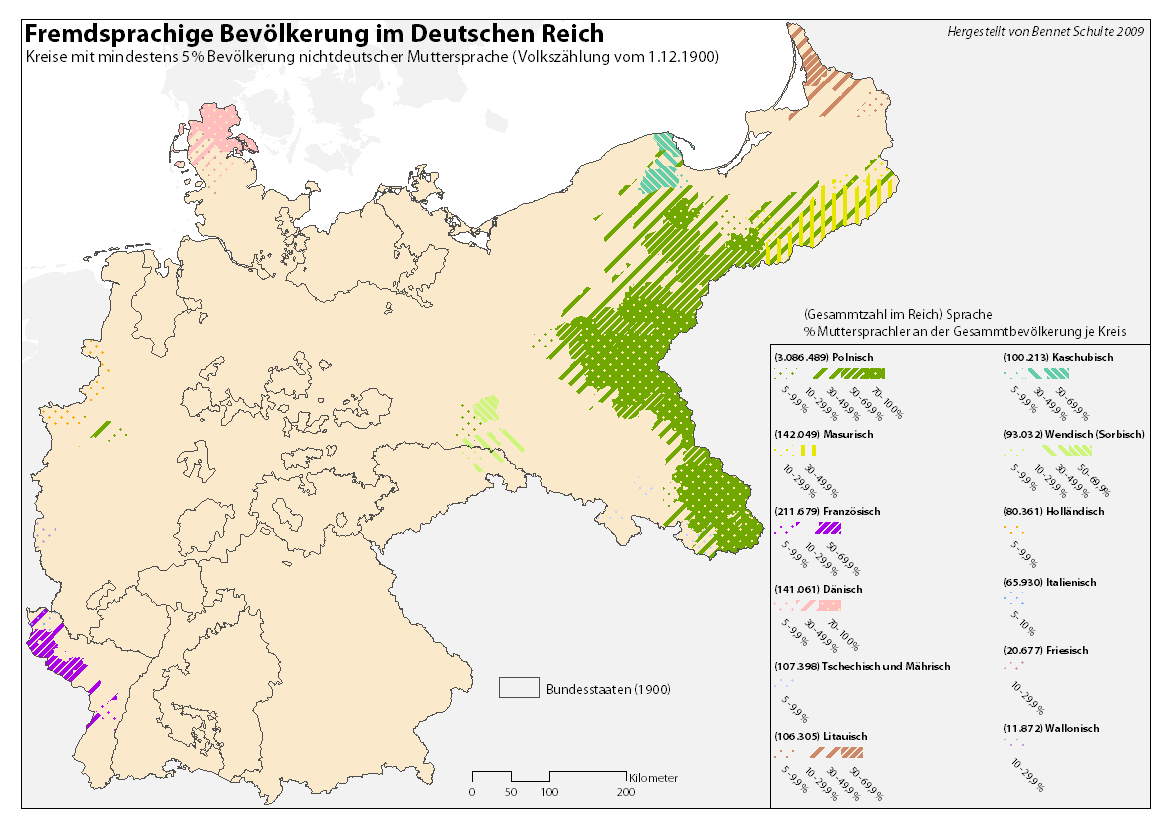
Frühere Minderheitensprachen im Deutschen Reich

### Wahlrecht
Bei der Bundestagswahl, der Wahl zum Landtag Brandenburg sowie der Wahl zum Schleswig-Holsteinischen Landtag gelten für Parteien, die nationale Minderheiten vertreten, Ausnahmen von der Fünf-Prozent-Hürde. Davon profitiert insbesondere der Südschleswigsche Wählerverband (SSW), der regelmäßig im Schleswig-Holsteinischen Landtag und 1949 bis 1953 sowie seit 2021 im Bundestag vertreten ist. Dagegen lehnte der Landeswahlausschuss Niedersachsens eine Ausnahme der Partei Die Friesen für die Landtagswahl in Niedersachsen ab.

## Medienangebot
Die Rundfunkanstalten MDR und RBB betreiben Hörfunksender bzw. -sendungen in sorbischer Sprache (Sorbischer Rundfunk) und auch regelmäßige Fernseh-Magazine auf Sorbisch werden ausgestrahlt: Wuhladko und Łužyca. Vereinzelte Unterhaltungsformate werden ebenfalls in sorbischer Sprache übersetzt, wie beispielsweise erstmals der Märchenfilm Zitterinchen von 2022.
Der NDR sendet nur vereinzelte Sendungen auf Niederdeutsch, Dänisch, Nord- und Saterfriesisch auf seinen Hörfunksendern, im Fernsehen oder Internet.
Im Bereich der Printmedien bestehen mit der Flensborg Avis und der Serbske Nowiny jeweils eine Tageszeitung in dänischer und sorbischer Sprache. Von Seiten der nordfriesischen Volksgruppe besteht seit 2010 der über einen Offenen Kanal verbreitete FriiskFunk.
In einem Prüfbericht des Sachverständigenausschusses des Europarates zur Umsetzung der Sprachencharta in Deutschland vom Juni 2022 wird u. a. eine Erhöhung der Unterrichtsstunden in den Regional- und Minderheitensprachen angemahnt und eine zu geringe Berücksichtigung der Sprachen in den Medien kritisiert. Dem schloss sich das Ministerkomitee in einer Empfehlung vom Nov. 2022 an und empfahl Maßnahmen zu ergreifen, um das Bildungs- und Medienangebot in den Regional- und Minderheitensprachen zu stärken.